# Sterzinger Hütte
Die Sterzinger Hütte ist eine Schutzhütte der Sektion Sterzing des AVS in den Pfunderer Bergen, die zu den Zillertaler Alpen gezählt werden.

## Lage und Umgebung
Die Sterzinger Hütte befindet sich auf 2348 m s.l.m. Höhe im oberen Burgumer Tal, das in südöstliche Richtung vom Pfitscher Tal abzweigt. Sie liegt auf dem Gebiet der Gemeinde Pfitsch in Südtirol, Italien.
Am einfachsten erreichbar ist die Hütte vom nordwestlich gelegenen Burgum her, einer Ortschaft in Pfitsch. Von Süden ist ein Aufstieg vom Wipptal bei Freienfeld her möglich. Gegen Südosten gelangt man zur Wilden Kreuzspitze, Richtung Nordosten erreicht man über das Sandjöchl die Brixner Hütte im Valler Tal.

## Geschichte
Eine erste Unterkunft für Wanderer und Bergsteiger im Burgumer Tal wurde 1888 vom Österreichischen Touristenklub errichtet. Infolge des Ersten Weltkriegs musste Österreich Südtirol an Italien abtreten, und 1922 wurde die Hütte durch den italienischen Staat enteignet. 1980 veranlasste die Sektion Sterzing des Alpenverein Südtirol, der die baulichen Überreste inzwischen übernommen hatte, eine umfassende Sanierung sowie eine erneute Bewirtschaftung.
Im Zuge von Vermessungen, die durch behördliche Auflagen notwendig gewordene Sanierungsmaßnahmen vorbereiten sollten, wurde in den 2000er Jahren überraschenderweise festgestellt, dass die Sterzinger Hütte sich nicht auf öffentlichem, sondern auf Privatgrund befindet. 2008 musste sie daher geschlossen werden. Erst 2015 konnte der AVS nach langwierigen Verhandlungen die Eigentümerschaft der Hütte übernehmen, die nun als Selbstversorgerhütte geführt wird.